# Ross Thatcher
Wilbert Ross Thatcher, PC (* 24. Mai 1917 in Neville, Saskatchewan; † 23. Juli 1971 in Regina) war ein kanadischer Politiker und Unternehmer. Er war vom 2. Mai 1964 bis zum 30. Juni 1971 Premierminister der Provinz Saskatchewan. Von 1959 bis zu seinem Tod war er Vorsitzender der Saskatchewan Liberal Party.

## Beruf und Politik
Vater Wilbert Thatcher baute in den 1920er Jahren eine Kette von Eisenwarenläden auf, die auch während der Weltwirtschaftskrise expandierte. Sein Sohn Ross studierte Wirtschaft an der Queen’s University in Kingston und war anschließend in Toronto für das Fleischverarbeitungsunternehmen Canada Packers tätig. Ende der 1930er Jahre übernahm er die väterliche Eisenwarenkette. Thatcher begann sich für Politik zu interessieren und trat der sozialistischen Co-operative Commonwealth Federation (CCF) bei. Er war davon überzeugt, die Privatindustrie könne die Wirtschaft Saskatchewans nicht allein stimulieren. 1942 wurde er als Stadtrat von Moose Jaw gewählt. Er kandidierte bei der Unterhauswahl im Juli 1945 erfolgreich für einen Sitz im Bundesparlament.
Aufgrund seiner Herkunft als mittelständischer Unternehmer fühlte sich Thatcher in der CCF zunehmend als Außenseiter und positionierte sich am rechten Flügel der Unterhaus-Fraktion. Wegen Auseinandersetzungen in der Frage der Unternehmensbesteuerung trat er 1955 aus der Partei aus und beendete die Legislaturperiode als unabhängiger Abgeordneter. Bei der Unterhauswahl im Juni 1957 trat er für die Liberale Partei Kanadas an, wurde jedoch nicht wiedergewählt. Während des Wahlkampfs hatte Thatcher die CCF-Provinzregierung in Saskatchewan wiederholt scharf kritisiert und die hohe Anzahl an Staatsunternehmen als „düsteres Versagen“ bezeichnet. Premierminister Tommy Douglas forderte ihn daraufhin zu einem Rededuell im Radio auf.
In der Folge etablierte sich Thatcher als Anführer der Regierungsgegner. Er wurde von der Saskatchewan Liberal Party umworben und schließlich 1959 zu deren Vorsitzenden gewählt. Die Provinzwahl im Juni 1960 brachte zwar eine Steigerung des Wähleranteils, aber noch nicht den Wahlsieg. Der Ärztestreik von 1962 machte die CCF-Regierung unbeliebt und die Liberalen konnten mehrere Nachwahlen für sich entscheiden. Bei der Wahl im April 1964 errangen die Liberalen die absolute Mehrheit der Sitze und stellten erstmals nach 20 Jahren wieder die Regierung.

## Premierminister
Am 2. Mai 1964 trat Thatcher das Amt des Premierministers an. Die Regierung verkaufte mehrere Staatsbetriebe und förderte die Privatwirtschaft, insbesondere beim Abbau der Kalisalzvorkommen. Trotz ihres Namens war die liberale Partei Saskatchewans eher konservativ, weshalb es in den Bereichen Landwirtschaft, Wohlfahrt und Verfassungsreform häufig zu Auseinandersetzungen mit der liberalen Bundesregierung von Lester Pearson und Pierre Trudeau kam.
Nach dem Wahlsieg von 1967 betrieb Thatchers Regierung ein Austeritätsprogramm. Sie kürzte staatliche Dienstleistungen, erhöhte die Steuern und führte höchst umstrittene Gebühren für bestimmte medizinische Behandlungen ein. Die Kalisalzindustrie und die Landwirtschaft gerieten in eine wirtschaftliche Krise, die Regierung wurde zunehmend unbeliebter. Bei der Wahl im Juni 1971 verloren die Liberalen 20 Sitze und somit die Mehrheit. Am 30. Juni 1971 trat Thatcher zurück. Etwas mehr als drei Wochen später starb er an den Folgen von Diabetes und Herzbeschwerden.
Sein Sohn Colin Thatcher war neun Jahre lang ebenfalls Abgeordneter des Provinzparlaments. Er wurde 1984 angeklagt, seine von ihm geschiedene Ehefrau ermordet zu haben, und zu einer Gefängnisstrafe von 25 Jahren verurteilt.